# Kelly Green
Pour les articles homonymes, voir Green.
Kelly Green est un personnage et une série de bande dessinée policière créée en 1981 par le dessinateur Leonard Starr et le scénariste Stan Drake. Prépubliée dans Pilote, la série paraît ensuite en cinq volumes chez Dargaud.

## Trame
Kelly Green est une jolie rousse, épouse de Dan, un policier d'une force spéciale, qui est tragiquement tué. Elle accuse les supérieurs hiérarchiques de son mari de l'avoir envoyé à une mort certaine. Pour approfondir son enquête, elle devient un contact entre la pègre et ses commanditaires.

## Principaux personnages
Kelly Green, jeune, blonde, est l'héroïne de la série. Veuve, elle enquête sur la mort de son mari.
Jimmy, Bébé et Spats Cavendish sont les adjoints « pittoresques » et « très peu conventionnels » de Kelly Green.

## Historique de la série
Fait rare, c'est un éditeur européen, Dargaud, qui a commandé cette série à des auteurs américains de tout premier plan. Ce sont en l'occurrence Stan Drake, le dessinateur qui a créé Juliette de mon cœur, et Leonard Starr, le scénariste auteur de Mary Perkins.
La série Kelly Green est prépubliée à partir de 1981 par Pilote, et ensuite par Charlie Mensuel.
Dargaud la publie ensuite en albums à partir de 1982.

## Jugements sur la série
Henri Filippini juge que c'est un « passionnant polar ». Il estime que le dessinateur Stan Drake s'est bien mis à la bande dessinée européenne, signant des « pages mouvementées, riches en personnages secondaires pittoresques ».

## Albums
La série Kelly Green est publiée en cinq albums aux éditions Dargaud de 1982 à 1987 :
1. Le Contact, avril 1982, Dargaud, 46 planches ;
2. 1, 2, 3, mourez, mars 1983, Dargaud, 46 planches ;
3. Cent millions, mort comprise, janvier 1984, Dargaud, 46 planches ;
4. Do, Ré, Mi, Sang, septembre 1984, Dargaud, 46 planches ;
5. La Flibuste de la B.D., octobre 1987, Dargaud, 46 planches.

Cette série paraît simultanément aux États-Unis, publiée par Dargaud Publishing International.